# 술레만 시소코
술레만 디오프 시소코(프랑스어: Souleymane Diop Cissokho, 1991년 7월 4일~)는 프랑스의 권투 선수로 2016년 하계 올림픽에서 남자 웰터급 동메달을 획득했다.

## 수상

### 수훈
- 국가공로훈장 슈발리에급(2016년 12월 1일)
- 청소년, 스포츠, 사회 활동 메달(2024년)